# Zwarcienko
Zwarcienko (deutsch Schwartower Waldhof, kaschubisch Małé Zwôrtowò) ist eine Siedlung in der Gmina Choczewo im Powiat Wejherowski der polnischen Woiwodschaft Pommern. Die Postleitzahl ist 84-210.

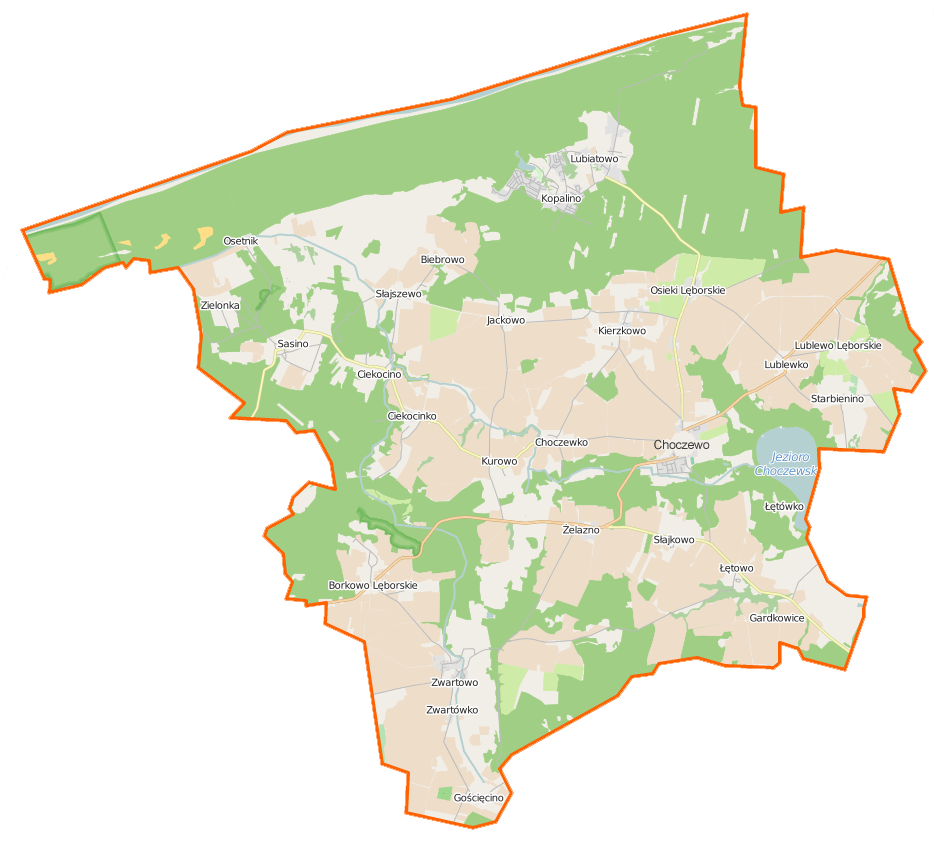
Der Ort ist in dieser Karte der Gemeinde nicht eingezeichnet. Er liegt östlich von Zwartowo im untersten Kartenausschnitt an der Straße nach Gardkowice

## Lage
Zwarcienko liegt rund 2 km östlich von Zwartowo (Schwartow) rund 12 km von der Ostsee entfernt in den o. g. Gebietskörperschaften. Danzig liegt rund 65 km südöstlich; direkt östlich liegt knapp 40 km entfernt der Beginn der Halbinsel Hel. Das Dorf von heute rund 20 km liegt an der Straße von Zwartowo nach Gardkowice (Gartkewitz).

## Persönlichkeiten
- Hans Jürgen von Elterlein (1928–2001), deutscher Verlagskaufmann

## Belege
1. ↑  Wayback Machine. S. 1640, archiviert vom Original (nicht mehr online verfügbar) am 26. Oktober 2022; abgerufen am 30. März 2024.  Info: Der Archivlink wurde automatisch eingesetzt und noch nicht geprüft. Bitte prüfe Original- und Archivlink gemäß Anleitung und entferne dann diesen Hinweis.